# 沈衆
沈衆（しん しゅう、503年 - 558年）は、南朝梁から陳にかけての人物。字は仲師。本貫は呉興郡武康県。

## 経歴
梁の給事黄門侍郎の沈旋（沈約の子）の子として生まれた。学問を好み、とくに詩文を得意とした。梁の鎮衛南平王法曹参軍・太子舎人を初任とした。梁の武帝が千字詩を作ると、沈衆はこれの注解を著した。謝景とともに文徳殿に召され、武帝の命を受けて竹賦を作って奏上した。大同年間、当陽公蕭大心が郢州刺史となると、沈衆はその下で限内記室参軍となった。まもなく鎮南湘東王記室参軍に任じられ、太子中舎人に転じ、散騎常侍を兼ねた。西魏に対する使者をつとめ、帰国すると、驃騎廬陵王諮議参軍となった。
侯景の乱が起こると、沈衆は故郷の呉興郡に帰って兵士を召募し、5000人あまりを集めると、建康の援軍として小航に駐屯し、侯景が東府に置いた陣と対峙した。武帝は城内から沈衆に対して太子右衛率に遥任した。建康が陥落すると、沈衆は侯景に降った。
侯景の乱が平定されると、沈衆は荊州におもむき、元帝に仕えて太子中庶子・荊州大中正となった。まもなく司徒左長史に転じた。承聖3年（554年）、江陵が陥落すると、沈衆は西魏に捕らえられたが、まもなく逃げ帰った。梁王蕭方智が承制すると、沈衆は御史中丞に任じられた。紹泰元年（555年）、侍中の位を受け、左民尚書に転じた。
永定元年（557年）、陳が建国されると、沈衆は中書令に上った。永定2年（558年）、起部尚書を兼ね、太極殿を監督した。沈衆はいつも襤褸服を身にまとい、麻縄を帯とし、乾魚や野菜をひとりで食べていたため、朝士たちにそしられた。沈衆は性格が短気で、悪口を恨んで公卿たちをそしり、朝廷を誹謗した。陳霸先は激怒したが、沈衆を処断することはためらった。後に沈衆は帰休を名目に武康県にもどされ、呉中で死を賜った。享年は56。

## 伝記資料
- 『陳書』巻18 列伝第12
- 『南史』巻57 列伝第47